# Nicholas Pileggi
Nicholas Pileggi, född 22 februari 1933 i staden New York i delstaten New York, är en amerikansk författare, manusförfattare och filmproducent. Han är mest känd för att ha skrivit boken Falskspel: livet i en maffiafamilj som filmatiserats som Maffiabröder. Han var sedan 1987 gift med Nora Ephron fram till dennas död 2012.

## Filmografi
Filmer som haft svensk premiär

### Manus
- 1990 - Maffiabröder
- 1995 - Casino
- 1996 - Maktspel

### Producent
- 1993 - En buse till pappa